# King Edward River
King Edward River är ett vattendrag i Australien. Det ligger i delstaten Western Australia, omkring 2 300 kilometer nordost om delstatshuvudstaden Perth.
Omgivningarna runt King Edward River är huvudsakligen savann. Trakten runt King Edward River är nära nog obefolkad, med mindre än två invånare per kvadratkilometer. Savannklimat råder i trakten. Genomsnittlig årsnederbörd är 1 394 millimeter. Den regnigaste månaden är januari, med i genomsnitt 385 mm nederbörd, och den torraste är juni, med 1 mm nederbörd.